# 大阪市立東田辺小学校
大阪市立東田辺小学校（おおさかしりつ ひがしたなべ しょうがっこう）は、大阪府大阪市東住吉区にある公立小学校。
従来の大阪市田辺国民学校（現在の大阪市立田辺小学校）および大阪市南田辺国民学校（現在の大阪市立南田辺小学校）の2校から分離し、1942年に開校した。

## 沿革
- 1942年 - 大阪市東田辺国民学校として開校。
- 1944年 - 島根県邑智郡に集団疎開。
- 1947年 - 学制改革により、大阪市立東田辺小学校に改称。

## 出身者
- 橋爪功 - 俳優
- ケンドーコバヤシ（お笑い芸人）
- 桂二葉

## 通学区域
- 大阪市東住吉区 東田辺1-3丁目、駒川3丁目（一部）、駒川4-5丁目。

卒業生は基本的に大阪市立中野中学校に進学する。

## 交通
- 地下鉄谷町線 駒川中野駅 西へ約500m。
- 近鉄南大阪線 針中野駅 北西へ約600m。